# 토마스 샤프
토마스 샤프(독일어: Thomas Schaaf, 1961년 4월 30일 ~ )는 과거 독일의 축구 선수이자 축구 감독으로, 전 하노버 96의 감독이었다. 그는 1972년 11살의 어린 나이에 SV 베르더 브레멘의 유소년 팀에 입단한 이후, 유소년 선수, 프로 선수, 유소년 코치, 프로 팀 감독 등 자신의 모든 축구 커리어를 SV 베르더 브레멘에서만 쌓아 오면서, 원-클럽 맨으로 불리고 있다.
1999년 5월 9일, 토마스 샤프는 팀의 성적 부진으로 경질된 펠릭스 마가트의 뒤를 이어 SV 베르더 브레멘의 새 감독으로 부임하였고, 그는 감독을 맡은지 한 달만에, DFB-포칼 결승에서 FC 바이에른 뮌헨을 승부차기 끝에 꺾으면서 브레멘을 우승으로 이끌었다. 그 후, 2003-04시즌에 분데스리가와 DFB-포칼 우승을 이끌며 베르더 브레멘 역사상 처음으로 더블을 차지하는 성과를 올렸다.

## 선수 경력
토마스 샤프는 SV 베르더 브레멘의 전형적인 유스 아카데미 출신 선수였다. 그는 1979년 4월 18일, VfL 보훔과의 원정 경기에서 만 17세의 어린 나이에 분데스리가 데뷔전을 치루었고, 1995년 현역 선수에서 은퇴하기까지 분데스리가에서 수비수로 281경기를 치르며 14골을 기록하였다. 베르더 브레멘에서 활약하는 동안 1992년 UEFA 컵위너스컵 우승을 비롯하여 두 번의 분데스리가 우승과 두 번의 DFB-포칼 우승을 이끌었다. VfB 슈투트가르트와의 1995년 5월 13일 리그 경기에서 그는 마지막 분데스리가 경기 출전을 기록하였다.

## 감독 경력
토마스 샤프는 1987년 SV 베르더 브레멘의 유스 B팀(U-17)의 코치를 맡은 것을 시작으로, 1988년에는 브레멘 유스 A팀(U-19) 코치를 맡았고, 현역에서 은퇴한 1995년에는 베르더 브레멘의 2군 팀 감독을 맡았다. 1999년 5월 9일, 토마스 샤프는 펠릭스 마가트의 뒤를 이어 강등 위기에 처한 베르더 브레멘의 프로 팀 감독으로 부임하였고, 그는 남은 리그 세 경기에서 2승을 거두며 팀의 1부리그 잔류를 확정짓는 데 성공하였다.
토마스 샤프는 1999년 6월, FC 바이에른 뮌헨과의 DFB-포칼 결승전에서 승부차기 끝에 승리를 거두고 팀의 세 번째 DFB-포칼 우승을 이끌었고, 1999-2000 시즌에는 포칼 우승팀 자격으로 획득한 UEFA컵에서 8강에 오르며 베르더 브레멘의 부활을 이끌기 시작하였다. 당시 베르더 브레멘은 UEFA컵 32강전에서 올랭피크 리옹을 상대로 1차전 0-3의 대패에도 불구하고 2차전에서 4-0 대승을 거두며 극적으로 라운드를 통과한 바 있으며, 이것은 베르더 브레멘의 역사에서 '베저강의 기적'으로 불리는 대역전극 중 하나이다.
2004년에는 분데스리가 32라운드에서 바이에른 뮌헨을 상대로 원정에서 3-1 승리를 거두며 베르더 브레멘의 네 번째 분데스리가 우승을 이끌었다. 이 경기에서 패배를 당한 바이에른 뮌헨의 오트마어 히츠펠트 감독은 분데스리가 우승 실패를 이유로 경질되고 말았다. DFB-포칼 결승전에서는 2부리그의 알레마니아 아헨을 상대로 3-2로 승리를 거두고 우승하면서, 베르더 브레멘 역사상 최초로 더블을 달성하는 쾌거를 이루었다.
2003-04시즌 더블을 계기로, 베르더 브레멘은 5시즌 연속으로 챔피언스리그에 진출하는 성과를 올렸고, 토마스 샤프는 그 과정에서 팀의 에이스를 라이벌 팀이나 타 리그 팀에게 수없이 내주는 수모를 당하면서도 유망주 발굴과 가능성 있는 선수의 영입을 통해 강한 전력을 유지하였다. 2008-09 시즌에는 리그 성적이 10위에 그쳤음에도 불구하고, UEFA컵 준우승과 DFB-포칼 우승의 성과를 올렸고, 2010-11시즌에는 최악의 강등 위기를 겪었음에도 불구하고 수뇌부와 팬들의 신임을 받아 감독직을 유지하였다. 2011-12시즌부터는 재정난까지 찾아왔으며, 이로 인해 주전 선수들을 대거 이적시켰다. 그렇기에 베르더 브레멘의 부진은 오랫동안 계속되었으며 2013년 5월 15일, 12-13 시즌을 마지막으로 14년만에 베르더 브레멘의 감독직에서 사임하기로 결정했다.

## 수상

### 선수
SV 베르더 브레멘
- UEFA 컵위너스컵
  - 1991-92: 1
- 분데스리가
  - 1987-88, 1992-93: 2
- DFB-포칼
  - 1991, 1994: 2
- 유러피언 슈퍼컵
  - 1992: 준우승

### 감독
SV 베르더 브레멘
- 분데스리가
  - 2003-2004: 1
- DFB-포칼
  - 1998-1999, 2003-2004, 2008-2009: 3

## 같이 보기
- 원클럽맨 명단